# Magnolia beccarii
Magnolia beccarii là một loài thực vật có hoa trong họ Magnoliaceae. Loài này được (Ridl.) ined. mô tả khoa học đầu tiên.